# Cursor
|  | Per a altres significats, vegeu «Cursor (desambiguació)». |

Punter típic de ratolí.

El cursor és un indicador visual de posició. En el camp de la informàtica, s'anomena així el punter del ratolí, que sovint pren la forma d'una petita fletxa, quan es treballa en entorns visuals, i que indica la posició relativa del ratolí dins el monitor. En entorns de text apareix en forma de barra vertical o horitzontal, o de bloc quadrat, sovint intermitent, que indica la posició que ocuparà el proper caràcter que s'escriurà.

## Punter
El punter o la busca és el cursor del ratolí de l'ordinador tal com apareix a la pantalla, en una interfície gràfica d'usuari. En moure el dispositiu, el punter es desplaça per la pantalla i permet a l'usuari interaccionar amb diferents icones o enllaços mitjançant pulsacions dels botons.
El terme punter s'originà perquè els més habituals tenen forma d'una punta de fletxa de color blanc. Diversos programes permeten canviar aquesta aparença, de manera que aparegui una barra, un dibuix o fins i tot una animació. Sovint el punter canvia de forma en desplaçar-se per sobre de zones de la pantalla on pot clicar o activar una ordre. Per exemple, a la Viquipèdia apareix de diferent manera quan passa per sobre de text que es pot seleccionar que quan està sobre el fons blanc o sobre una imatge.